# Парламент Англии
Парла́мент А́нглии (англ. Parliament of England) — высший законодательный орган в Королевстве Англия в 1265—1707 годах.

## История
Парламент Англии прослеживает своё происхождение от англосаксонского органа, носившего название Уитенагемот, представлявшего интересы англосаксонской знати и духовенства, и имевшего совещательные функции при короле. При Вильгельме Завоевателе, правившем Англией с 1066 года, существовал совет крупных феодалов и иерархов церкви — Большой королевский совет.
Когда феодалы вступили в систематическую борьбу с королями, одно из их главных требований касалось созыва феодальных съездов для разрешения чрезвычайных субсидий, сверх обычных (обычными законными поводами ко взысканию субсидий с вассалов считались 4 случая: когда сеньор выдавал замуж старшую дочь, когда он посвящал в рыцари старшего сына, когда его приходилось выкупать из плена, или когда он отправлялся в крестовый поход). В 1215 году крупные землевладельцы добились от Иоанна Безземельного подписания Великой хартии вольностей, согласно которой король не мог назначать новых налогов без согласия «общего совета королевства», который постепенно эволюционировал в парламент.
После конфликта с баронами и папой римским Александром IV в 1250-х годах сын Иоанна Безземельного, Генрих III, в 1258 году вынужден был клятвенно заключить договор с баронами (Оксфордские провизии), по которому три раза в год должен был собираться парламент, по созыву короля или без его согласия. В каждом собрании должны были присутствовать избранные советники короля для рассмотрения общегосударственных вопросов. Для этой цели назначались 12 человек как представители «общин». Эти 12 «честных людей» вместе с королевским советом должны были обсуждать в парламенте нужды короля и королевства.
В 1264 году бароны нанесли Генриху III поражение при Льюисе и главный их вождь, Симон де Монфор, организовал совет из 9 членов, который фактически взял короля под опеку и присвоил себе высшее руководство государственными делами. В подспорье этому совету Монфор в начале 1265 года созвал парламент, который по своему составу отличался от прежних феодальных съездов: созваны были бароны, епископы и аббаты, поддерживавшие «партию» Монфора, и, кроме того, по два рыцаря — от каждого графства и по два горожанина — от каждого крупного города Англии.
Противник и победитель Монфора, Эдуард I, принужден был вернуться к той же системе, чтобы обеспечить себе достаточные субсидии. Начиная с 1295 года он стал созывать парламент по образцу 1265 года. В 1297 году он, подтвердив Великую хартию вольностей, пообещал не взимать налогов без согласия парламента.

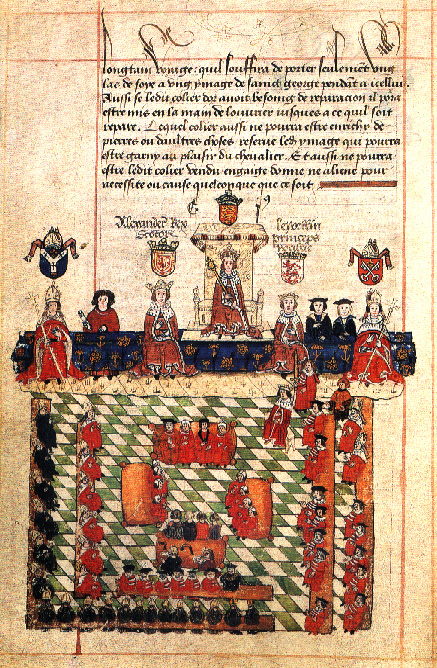
Средневековый парламент Англии

В 1322 году, при Эдуарде II, был издан Йоркский статут, формально устанавливающий, что «дела, касающиеся положения короля и его наследников, а также состояния королевства и народа, должны быть обсуждены, оговорены и установлены в парламенте, королём, с согласия прелатов, графов и баронов, а также общин королевства, по старине».
Каждому депутату от духовенства и аристократии посылалось личное приглашение короля прибыть для участия в парламенте. Разграничение между баронами и простыми рыцарями в течение долгого времени было не очень четким. Мало-помалу, однако, порядок вызова в парламент привел к тому, что за определёнными династиями утвердились титулы и привилегия «пэрии». Количество пэров было невелико (около 50 в XV веке). Случалось, что король созывал их вместе с духовенством на особый Большой совет, в котором, в отличие от парламента, не принимали участия другие сословия. На этих великих советах обсуждались многие вопросы внешней и внутренней политики, но, как только заходила речь о налогах, приходилось обращаться к парламенту. А так как финансовый вопрос играет важную роль при осуществлении каких бы то ни было крупных мероприятий, то «великие советы» светских и духовных магнатов стали постепенно выходить из употребления и аристократия стала проводить своё влияние главным образом в парламенте.
Около середины XIV века, в правление Эдуарда III, депутаты графств и городов стали формировать Палату общин, в противоположность Палате лордов, то есть светских и духовных магнатов, заседающих в парламенте в силу своего личного достоинства, а не в качестве представителей народа.
В XIV веке источником законодательства признавался король, а парламенту была отведена роль советника и просителя. Статуты издавались коронными судьями от лица короля, а парламент лишь подготовлял их «прошениями» (англ. petitions). Вследствие этого, в статуте могли быть отклонения от того, что было решено в парламенте. Для устранения этого неудобства в правление Генриха VI, около середины XV века, выработалась законодательная процедура билля; предложения о законодательных мерах обсуждаются, при троекратном чтении, сначала в одной из палат, затем подобным же порядком в другой, и наконец, в окончательно установленной парламентом редакции, передаются на утверждение короля, который дает это утверждение или отказывает в нём, до закрытия сессии.
Переход от Средних веков к Новому времени характеризуется ослаблением аристократии и усилением королевской власти. Однако короли новой английской династии Тюдоров не отняли у парламента приобретенных в средние века прав. Правда, Генрих VIII провел статут, по которому за королевскими указами признавалась сила законов, но постановление это было отменено при Эдуарде VI. В это время устанавливается основное правило парламентской привилегии — депутатская неприкосновенность, неподсудность членов парламента общим судам во время сессии (дело Строда, при Генрихе VIII), и, соответственно этому, вырабатывается карательная юрисдикция самого парламента по отношению к его членам.
Стюарты, заменившие Тюдоров в XVII веке, не только усвоили себе понятие своих предшественников о прерогативах королевской власти, но ещё преувеличили его, отчасти под влиянием установления абсолютизма в континентальной Европе. Карл I в начале своего правления принужден был, под давлением денежных затруднений, признать основные требования парламента, изложенные в Петиции о правах, однако тотчас же нарушил своё обещание. Тем не менее, после попытки управлять без парламента, он был принужден созвать в 1640 году так называемый «Долгий парламент», который вступил с ним в ожесточенную борьбу (Английская революция).
В 1649 году Карл I был казнён, монархия пала, была провозглашена Английская республика. В 1653 году Оливер Кромвель, ставший диктатором с титулом лорда-протектора, распустил «Долгий парламент» (от которого, к тому времени после Прайдовой чистки в 1648 году, осталось лишь так называемое «Охвостье»). Созванный им в 1654 году парламент (en:First Protectorate Parliament) состоял из одной палаты (Палата лордов была упразднена «Долгим парламентом» в 1649 году). Прежняя избирательная система была признана негодной, так как она предоставляла много мест депутатам от мелких городов, часто находившимся в зависимости от крупных землевладельцев, между тем как новые города совсем не имели представителей. Чтобы устранить этот недостаток, места в парламенте были распределены заново, сообразно количеству населения.
Новый парламент вступил в спор с Кромвелем по вопросу о назначении членов государственного совета. Парламент желал сохранить за собой, по крайней мере, утверждение этих должностных лиц, но Кромвель не согласен был допустить какое-либо вмешательство парламента в этой области. Всё кончилось тем, что Кромвель распустил парламент. В 1656 году он созвал новый парламент (en:Second Protectorate Parliament), из которого, однако, с самого начала силой устранил 93 законно избранных депутатов. Этим парламентом, по инициативе О. Кромвеля, была сделана попытка вновь создать верхнюю Палату, но уже не как палату наследственных пэров, а как состоящую из пожизненных, назначенных лордом-протектором, членов (en:Cromwell's Other House). Попытка эта опять привела к конфликту с Кромвелем,, и к роспуску и этого парламента. Его сменил последний республиканский парламент (en:Third Protectorate Parliament), просуществовавший в 1659 году меньше года: его затем вновь сменило «Охвостье» «Долгого парламента», просуществовавшее до 1660 года.
Прогрессивные идеи времён Республики — необходимость избирательной реформы, преобразование верхней Палаты, более тесная связь между законодательной и исполнительной ветвями власти — были отброшены «Реставрацией» Стюартов в 1660 году, когда была восстановлена Палата лордов.
В период правления Якова II была выдвинута теория, что хотя король не может издавать законов без согласия парламента, но ему принадлежит право приостанавливать действие изданных законов. На этом основании Яков стал систематически освобождать (диспенсировать) католиков от действия направленных против католической церкви законов и, наконец, Декларацией о веротерпимости (en:Declaration of Indulgence (1687)) в 1687 году приостановил применение этих законов. Это стало одной из причин его свержения в 1688 году, известного как Славная революция.
Вступившие на престол Вильгельм III и его жена Мария после принятия парламентом в 1689 году Билля о правах отказались от права приостанавливать или ограничивать действие законов, а также от взимания налогов без разрешения парламента, от учреждения независимой от парламентских ассигнований постоянной армии, от произвольных арестов.
В 1707 году после принятия акта об унии с Шотландией Парламент Англии объединился с Парламентом Шотландии, образовав Парламент Великобритании.